# Маја Шкорић
Маја Шкорић (рођена 11. октобра 1989. године у Ријеци) српска је кошаркашица, чланица је репрезентације Србије.

## Каријера
Шкорићева је играла за Хемофарм (Србија), Алуинвент Мишколц (Мађарска), ШБК Шаморин (Словачка), ВБВ ЦЕКК Цеглед (Мађарска) и Баскет Ландес (Француска).
Била је члан репрезентације Србије која је учествовала на Европском првенству 2017. у Чешкој Републици. Током четири одигране утакмице, у просеку је имала 4,5 поена, 3.8 скокова и 1,2 асистенција по утакмици. Са репрезентацијом Србије освојила је бронзану медаљу на Европском првенству 2019. године одржаном у Србији и Летонији. Освојила је златну медаљу на Европском првенству 2021. године одржаном у Француској и Шпанији.

## Успеси

### Репрезентативни
- Европско првенство:  2021. Француска / Шпанија.
- Европско првенство:  2019. Србија / Летонија.